# 反訴
反訴（はんそ）とは、民事訴訟の被告が、口頭弁論終結前に同じ裁判の中で、原告を相手方として新たに提起する訴えのこと。つまり反訴の制度を用いれば、関連する紛争の解決を一つの裁判手続の中で行うことができる。
例えば、土地所有者のA（地主）が、その土地を賃借しているB（借地人）に対して、所有権に基づく土地の明け渡しを請求する訴訟を提起したとする。土地の明け渡しを拒みたいBはこの訴訟の被告として、自分に賃借権が存在することを主張してAの請求に対して反論する（抗弁）。このとき、Bはただ反論するだけでなく、自分には賃借権があることの確認を求める訴えを、その同じ訴訟の中で提起することができる。この、被告であるBが、同じ裁判の中で、今度は原告となって相手を訴え返すのが、反訴である。
反訴に対して、初めにAが原告となって提起された訴訟のことを本訴（ほんそ）という。

## 概説
反訴制度を認める趣旨は、原告に訴えの変更や請求の併合という審判対象の変更を認めていることに対応して、被告にも原告に対する請求がある場合には本訴の手続を利用して審判を求めることができるようにすることが公平であるという理由による。
沿革的に反訴制度にはローマ法に由来する制度と中世イタリア法学に由来する制度とがある。
ローマ法では本訴と無関係な反訴も提起することができるとされていた。ドイツ普通法や日本の初期の民事訴訟法（1890年）ではローマ法に由来する反訴の制度がとられ本訴との関連性を必要としない制度がとられていた。
一方、中世イタリア法学の学説では本訴と反訴の間には牽連関係がなければならないと考えられていた。ドイツの現行法や日本の現行法（1920年改正以降）は本訴と反訴の間には関連性が必要であるとしている。本訴請求と反訴請求との間に関連性を必要とする制度では、審判の重複を避け、判断を統一的に行うことができるという利点がある。

## 日本での反訴
民事訴訟法146条に規定されている（旧民事訴訟法では239条および240条）。

### 要件
反訴は、以下の4つの要件を満たしていなければならない（民事訴訟法146条）。
1. 事実審の口頭弁論終結前
まず、原則として反訴は事実審（原告の主張の当否を審理する裁判で、通常は第一審や控訴審がこれにあたる）の口頭弁論終結前に提起しなくてはならない。ただし、控訴審で反訴を提起するには、相手方の同意か異議なき応訴（特に異議を申し立てることなく反訴に応じること）がなければならない（300条1項、2項）。
2. 本訴との関連性
次に、反訴は本訴または本訴への防御方法と関連したものでなくてはならない（関連性の要件という）。ただし、相手方が反訴に同意または異議なく応訴しさえすれば、関連性がなくても構わない。
3. 著しく訴訟手続が遅滞しないこと
3つ目に、反訴の提起によって著しく訴訟手続が遅滞する場合は、反訴を提起することが許されない。これは前述のように反訴制度が当事者平等原則の要請に応えるという側面を持つことから、原告による訴えの変更の要件（143条1項但書）に対応して設けられたものである。
4. 一般的な併合要件を満たすこと
最後に、反訴請求が他の裁判所の専属管轄に属さないなど、一般的な訴えの併合の要件を満たしていなければならない。

以上の要件を満たさない反訴は、原則として却下（不適法却下）される、というのが通説および判例の考え方である。これに対して、独立の訴えとしての要件を満たしている限り、本訴とは別の訴えとして扱うべきだ、との有力説もある。
なお、人事訴訟については、本訴の請求との関連性は要求されず（人事訴訟法第18条）、また、反訴が禁止されている場合もある。

### 手続
本訴の手続に準じる（民事訴訟法146条3項）。
反訴を提起するには、本訴が係属している裁判所に対して、「反訴状」を提出する（民事訴訟法133条）

### 予備的反訴
反訴には、予備的反訴（よびてきはんそ）というものがあり、上述してきたような条件をつけない反訴のことを単純反訴（たんじゅんはんそ）といってこれと区別する。予備的反訴は、本訴に対して請求棄却を申し立てつつ、もしも請求が認容された場合（つまり敗訴した場合）に備えて提起する。法律学的には「本訴の却下または棄却を解除条件として提起される反訴」と表現される。
上記具体例でいけば、「土地を明け渡せ」というAの請求に対して、所有権は自分(B)にあるとして請求棄却（原告敗訴）の判決を求めつつ、もしも請求が認容された場合、すなわち土地の所有権はAにあるから「BはAに土地を明け渡せ」という原告勝訴の判決がでた場合には賃借権があることの確認を求める訴えが反訴として提起されることになるのである。

### 反訴が禁止される場合
下記の訴訟手続においては、手続の性質上、明文で反訴が禁止されている。
- 手形訴訟（民事訴訟法351条）
- 小切手訴訟（民事訴訟法367条2項・351条準用）
- 少額訴訟（民事訴訟法369条）

## アメリカ合衆国での反訴
日本では反訴をするかしないかは当事者次第であるが、訴訟経済上の観点などから反訴を提起すべき場合には別個に訴訟を提起することを許さないという制度を採用する国もある（アメリカ合衆国など）。この制度のことを強制反訴という。